# Lepidophyma zongolica
Lepidophyma zongolica là một loài thằn lằn trong họ Xantusiidae. Loài này được García-Vázquez, Canseco-Marquez & Aguilar-López mô tả khoa học đầu tiên năm 2010.